# Patchwork
Patchwork – metoda szycia, w której zszywa się małe kawałki materiału (o podobnych geometrycznie kształtach, np. patchwork z kawałków trójkątnych) w większą całość, tworząc nowy wzór. Słowem tym określa się także pracę wykonaną tą techniką.

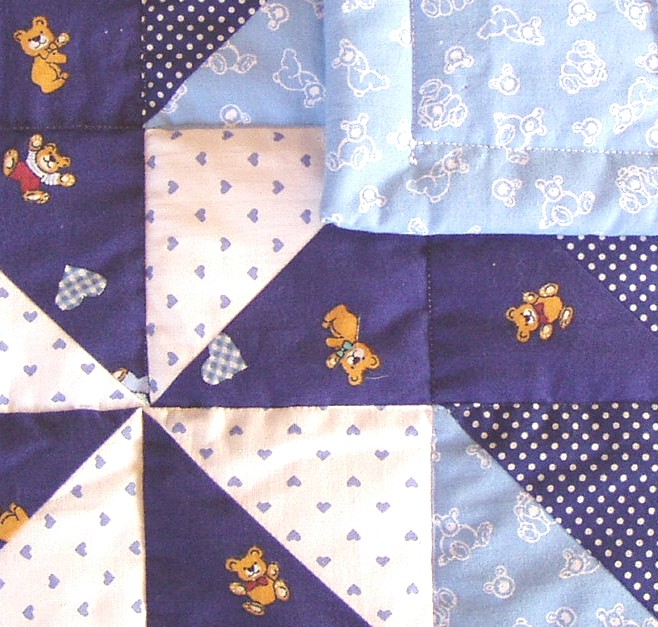
Patchwork – detal

## Historia

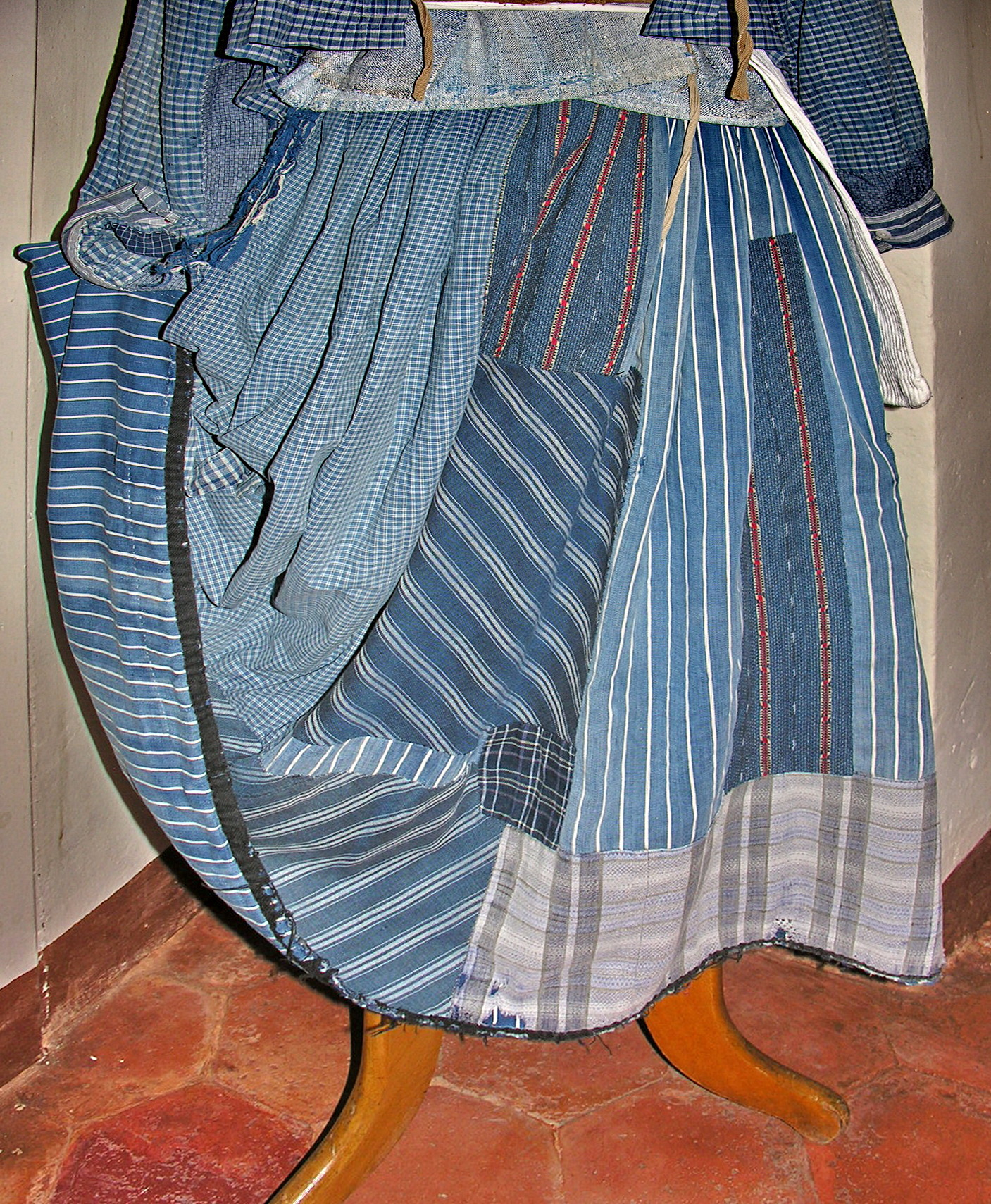
Patchworkowa suknia

Przed epoką wiktoriańską w Anglii patchwork był produktem ubóstwa. Nic nie mogło się zmarnować, a więc każdy najmniejszy ścinek i resztka były wykorzystywane do cerowania ubrań i pościeli. Na dziury i rozdarcia naszywano łaty o najdziwniejszych kształtach. Ze znoszonej odzieży wycinano dobre fragmenty i naszywano je na mocniejszą tkaninę, wziętą np. ze starego worka na mąkę. Takie ubrania były i trwalsze i cieplejsze dzięki dodatkowej warstwie materiału.
Niektóre takie praktyczne wyroby zawędrowały pod koniec XIX wieku do domów mieszczańskich, stanowiąc inspirację dla zapobiegliwych kobiet epoki wiktoriańskiej. Z niemodnych już sukien i kreacji balowych, z niepotrzebnych ubranek dziecięcych i strojów ślubnych wycinano cenne kawałki jedwabiu, brokatu i welwetu, wstążki i koronki. Po przyfastrygowaniu wybranych kawałków materiału do kanwy zszywano je ozdobnymi ściegami stosując ozdobne nici. Potem następowało właściwe zdobienie – naszywano guziki, kokardki, aplikacje, kwiaty z jedwabiu, koraliki i pióra. W ten sposób powstawały kapy, narzuty, bieżniki, poduszki, osłonki na imbryki do herbaty.
Na rozwój późnowiktoriańskiego patchworku fantazyjnego duży wpływ miało wzornictwo japońskie z jego charakterystyczną asymetrycznością kompozycji.  Bogactwo japońskiej symboliki, wzory haftów, jedwabne motywy i inne nowości, znalazły odbicie w patchworkach z tego okresu. W nieregularnych liniach łatek z patchworków  rozpoznać można dobrze znane pęknięcia i rysy wschodnich serwisów i tkanin. Patchwork osiągnął szczególną popularność  w latach osiemdziesiątych XIX wieku, kiedy moda na te wyroby rozprzestrzeniła się w Ameryce, Anglii i Australii.

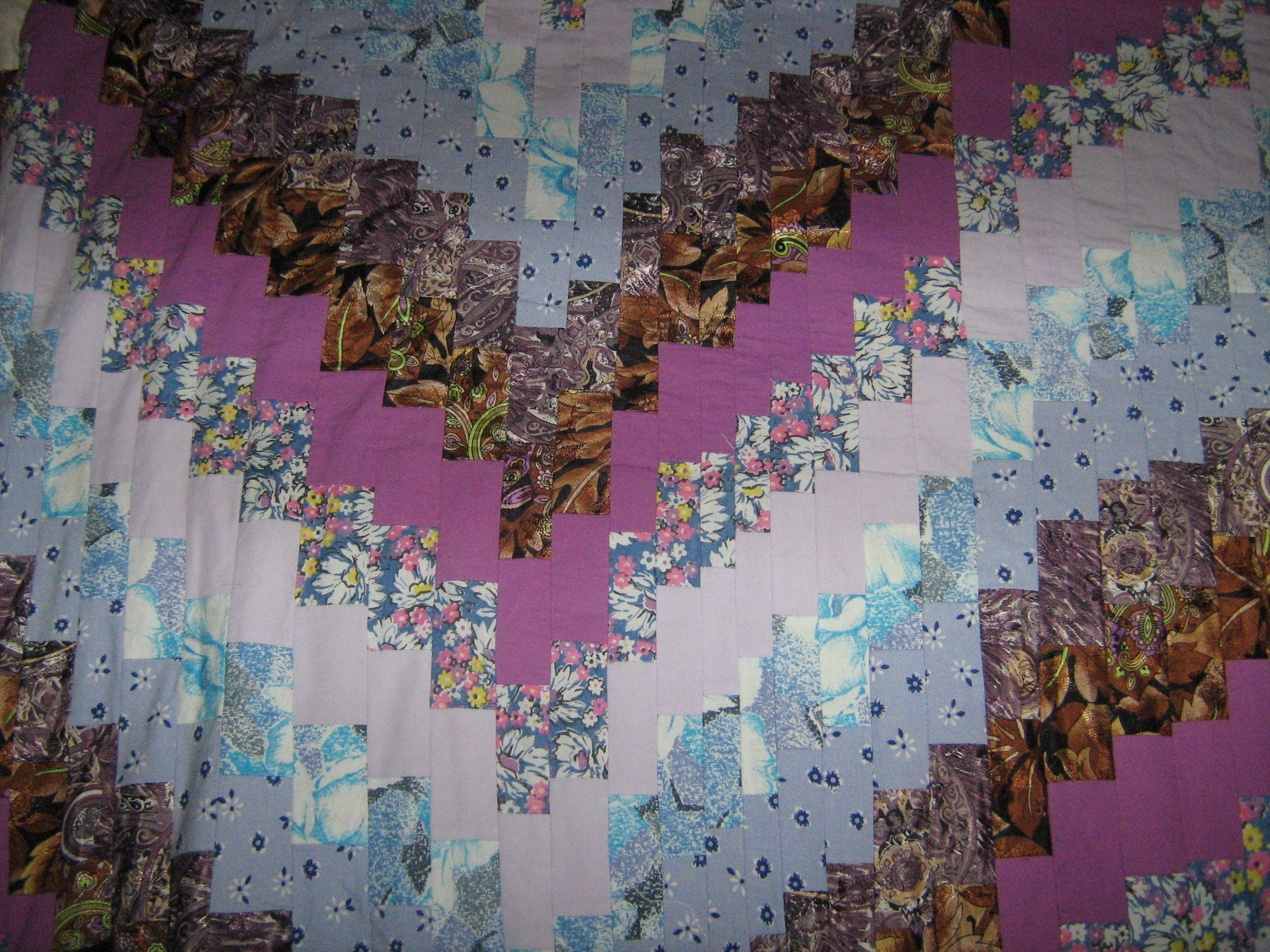
Patchwork z pasków

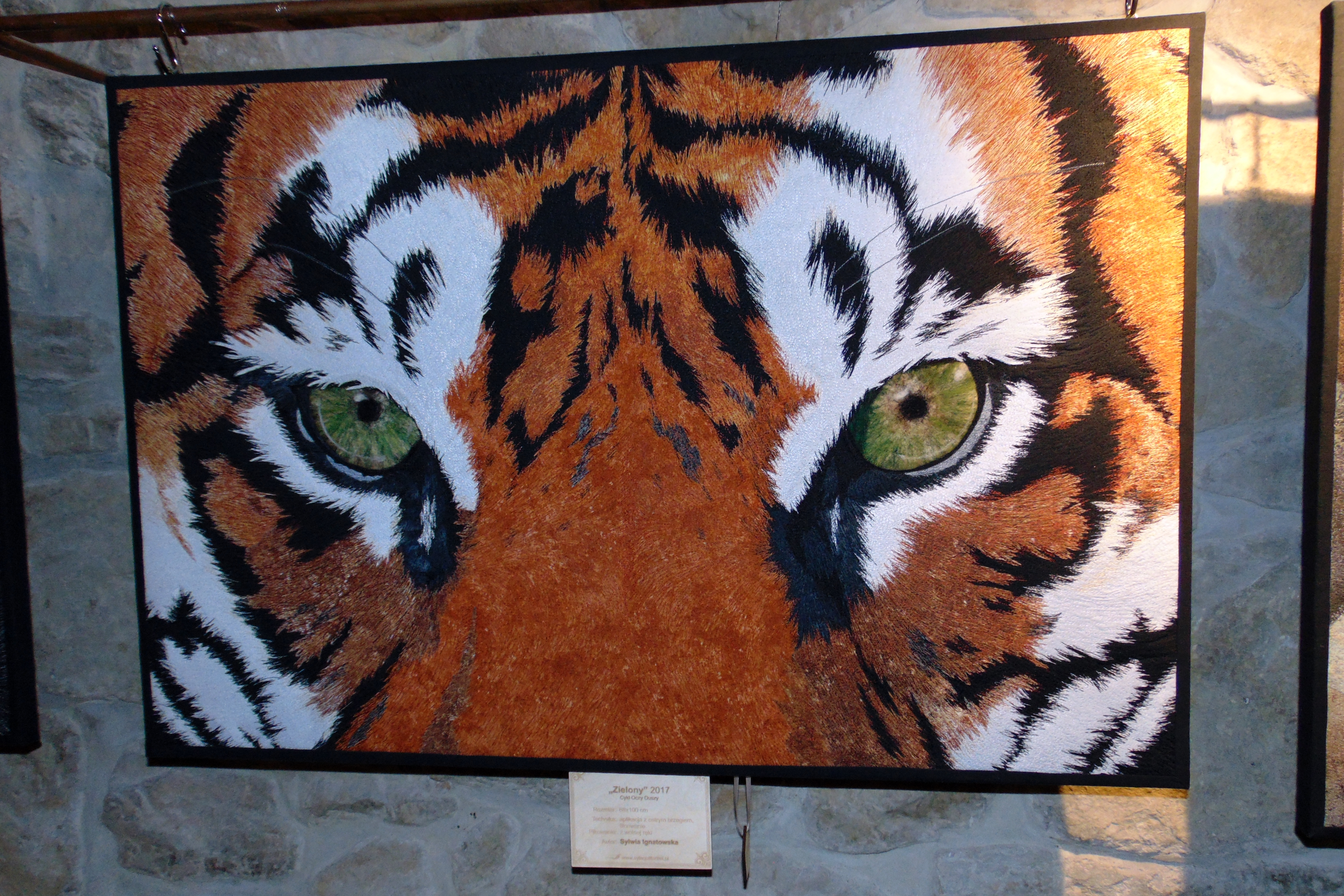
Patchwork, technika pikowania, autorka Sylwia Ignatowska

Zasadą wzornictwa patchworków stała się bogata ornamentyka z  ogromną ilością zdobień. Na przełomie lat dwudziestych i trzydziestych XX wieku przepych przestał jednak być modny i patchwork zatracił sporo ze swych dotychczasowych zdobień. Preferowano prostsze projekty z tkanin o delikatniejszej fakturze. Lata pięćdziesiąte i sześćdziesiąte XX wieku to powrót do eksperymentów w patchworkowym wzornictwie, zainspirowanych prawdopodobnie prostą formą nowoczesnej urbanistyki. Stosowano mniej zdobień i częściej eksponowano szycie maszynowe. Rozwój technologiczny umożliwił stosowanie ściegów ozdobnych, które do złudzenia przypominały haft ręczny. Niektóre patchworki klasycznie pikowano, ale często nie dawano żadnego podbicia.
Od tego czasu sztuka patchworku poszła zdecydowanie naprzód. Obecnie obserwuje się jej ożywienie objawiające się innowacyjnym wzornictwem i doskonałym wykorzystaniem nowoczesnych włókien, kolorystyki, tkanin.

## Styl wiktoriański
Styl wiktoriański charakteryzuje się bogatym haftem i śmiałym zdobnictwem. Nieregularne kawałki luksusowych materiałów /aksamitów, jedwabi i brokatów/ były naszywane na mocną, stabilizującą kanwę ze zużytych ubrań i pościeli. Nie korzystano z szablonów i wykrojów, lecz wycinano z materiałów dowolne asymetryczne kształty, które naszywano na kanwę tak by pasowały do sąsiednich fragmentów.

## Styl pionierów amerykańskich

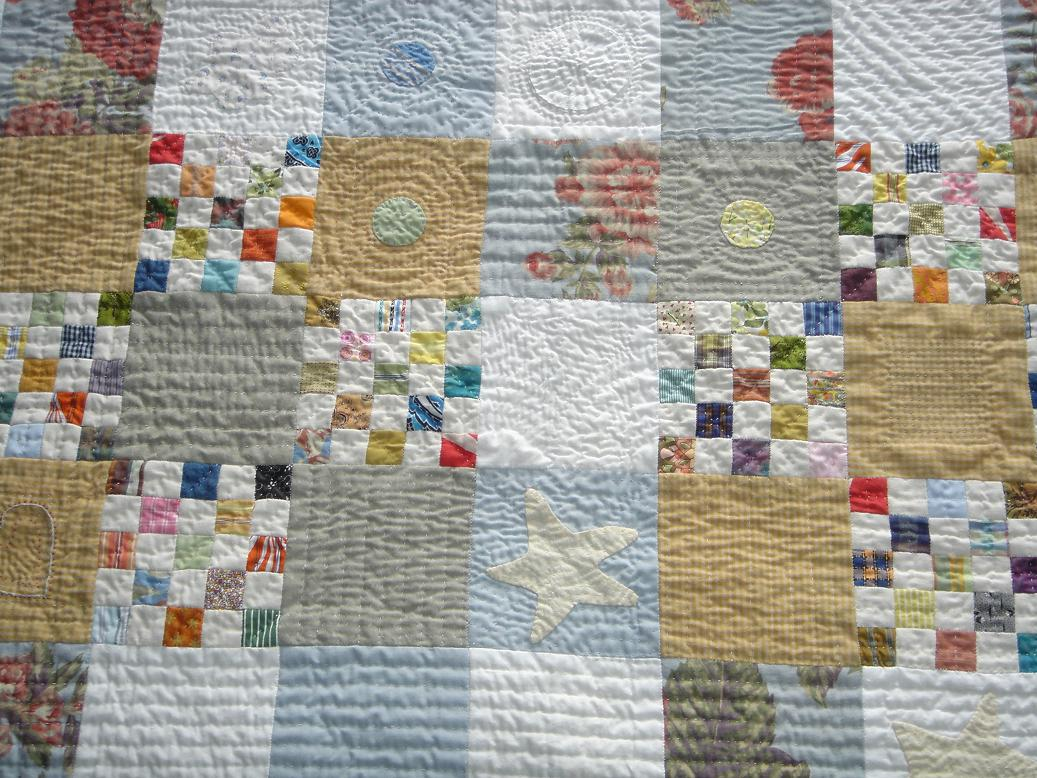
Patchwork wykonany różnymi technikami

Klasyczny styl pionierów amerykańskich charakteryzuje się naszywaniem równoległych skrawków tkaniny wokół centralnie ułożonego kawałka materiału w kształcie zbliżonym do kwadratu. Patchwork fantazyjny w stylu pionierów amerykańskich opiera się na tej samej tradycyjnej metodzie, paski mają jednak dowolne kształty, a więc nie zawsze układają się równolegle – nie stosuje się też wzorów ani szablonów o równoległych liniach. Patchworki te nie są tak bogato zdobione jak wiktoriańskie.

## Zszywanie kawałków z lewej strony
Kolejna technika to zszywanie kawałków z lewej strony i odwracanie ich na prawo. Umożliwia szybkie wykonywanie haftów i naszywanie ozdób na robótkę, gdyż kolejno dodawane fragmenty są maszynowo zszywane z resztą patchworku. Robótkę można zacząć nie od kwadratu, ale od skrawka o dowolnym kształcie, od trójkąta po ośmiokąt.

## Patchworki pikowane
Patchworki pikowane tworzą na tkaninie wypukłości, przez co jej powierzchnia – płaska z natury – staje się trójwymiarowa. Istnieją trzy główne rodzaje pikowania – angielskie (watowany), trapunto (wypychany) i włoskie (przeszywane sznurkiem). Każde z nich dobrze wygląda na pojedynczych kawałkach tkanin, które można wstawić do patchworku. Szczególnie atrakcyjnie wygląda pojedynczy pikowany motyw, umieszczony między kawałkami tkanin ozdobionymi haftem lub aplikacjami.

## Technika wykonywania

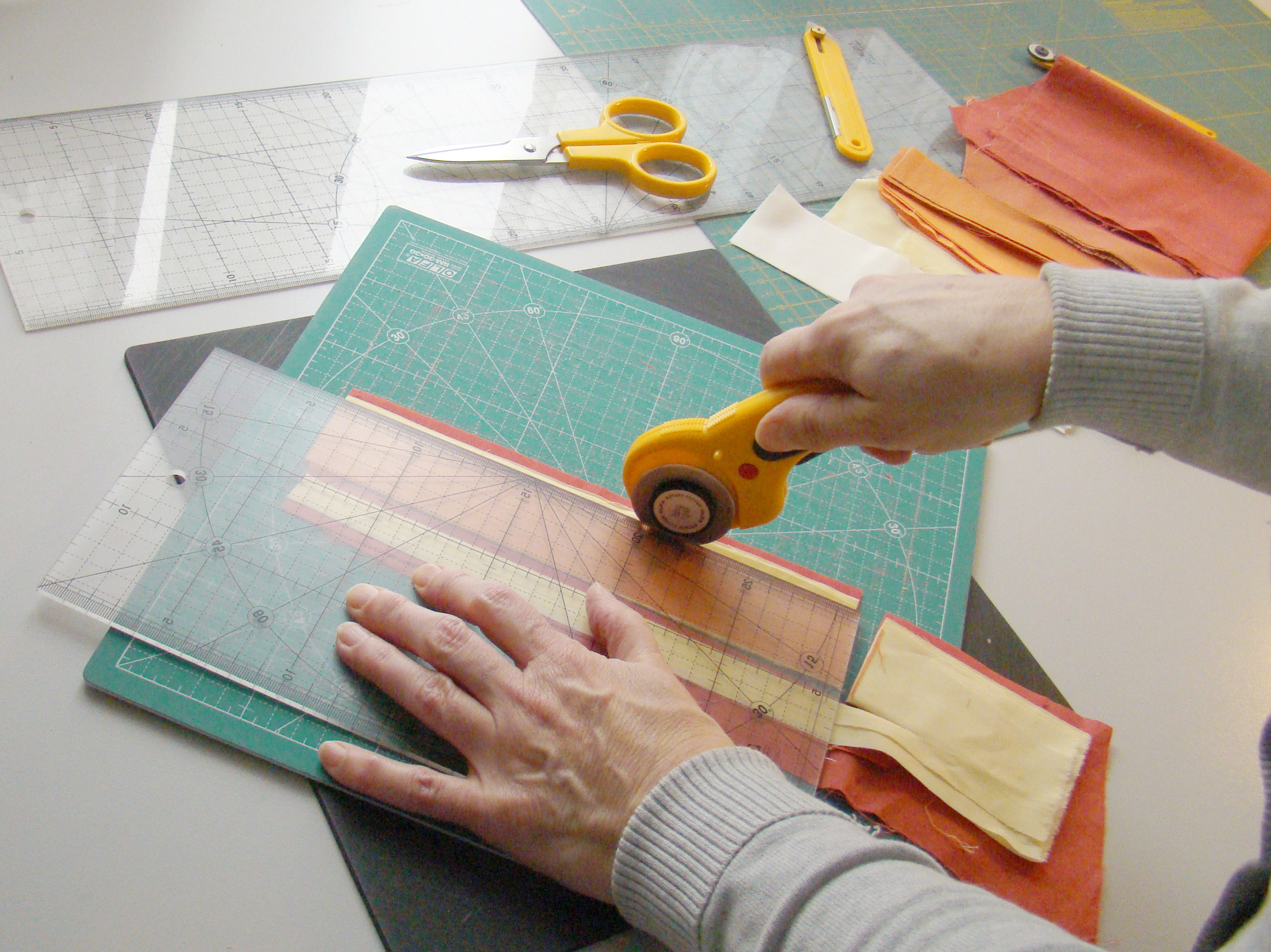
Praca nad patchworkiem przy użyciu noża obrotowego

Technikę wykonywania patchworków zrewolucjonizował nóż obrotowy wynaleziony i wprowadzony na rynek przez firmę Olfa w roku 1979. Nóż ten został wymyślony z przeznaczeniem dla branży odzieżowej, jednak bardzo szybko stał się narzędziem powszechnie stosowanym do cięcia tkanin przez „patchworkowców”.
Składa się on z uchwytu oraz ostrza w kształcie tarczy, które obraca się w trakcie cięcia – stąd też jego nazwa.Ostrym ostrzem można ciąć kilka warstw tkaniny równocześnie, przez co wycinanie kawałków tego samego kształtu i wielkości  jest dużo szybsze i wygodniejsze niż do przy pomocy nożyczek. Przed wynalezieniem noża obrotowego, kawałki materiału zazwyczaj cięte były pojedynczo krawieckimi nożyczkami, które często były ciężkie i miały długie ostrza, zaprojektowane do cięcia dużych kawałków odzieży i tym samym były niewygodne w użyciu do cięcia małych kawałków na patchwork.
Patchworkowcy używają noży obrotowych razem ze specjalną podkładową matą do cięcia oraz ze specjalnie zaprojektowanymi szablonami i linijkami wykonanymi na ogół z grubego, przeźroczystego tworzywa sztucznego.